# Heinz Thomas (Jurist)
Heinz Günther Thomas (* 7. Juni 1920 in München; † 3. August 2002 ebenda) war ein deutscher Jurist.
Das Studium der Rechte begann Thomas nach dem Abitur am Wittelsbacher-Gymnasium in München zum Wintersemester 1942 an der Universität Rostock mit dem Berufsziel Wirtschaftsjurist. Erst nach seiner Entlassung aus der Kriegsgefangenschaft 1946 konnte er es in München fortsetzen. 1948 absolvierte er die erste juristische Staatsprüfung. 1949 wurde er zum Doktor der Rechte promoviert und erlangte durch Ablegung der zweiten juristischen Staatsprüfung 1950 die Befähigung zum Richteramt. 1951 trat er in den Justizdienst des Freistaats Bayern ein, wo er nach Verwendungen am Amtsgericht München und am Landgericht München I 1972 zum Vorsitzenden Richter am Oberlandesgericht München ernannt wurde. Diese Position hatte Thomas bis zu seinem Eintritt in den Ruhestand im Jahre 1984 inne.
Gemäß den Schilderungen des Rechtswissenschaftlers Benno Heussen war Thomas ein "Meister des Vergleichs", der aber auch "ein sicheres Gespür [dafür hatte], wenn die Anwälte eine Grundsatzentscheidung brauchten".
1974 wurde Thomas zum Honorarprofessor der Ludwig-Maximilians-Universität München ernannt. Der juristischen Öffentlichkeit ist er vor allem als Mitherausgeber, gemeinsam mit Hans Putzo, eines Kommentars zur Zivilprozessordnung und als Bearbeiter des Palandt von der 28. bis zur 62. Auflage bekannt geworden.
Der "Thomas/Putzo" war noch 2013 der absatzsstärkste deutsche Prozessrechtskommentar.